# Luis Rentería
Luis Gabriel Rentería (ur. 13 września 1988 w Panamie, zm. 6 marca 2014 tamże) – panamski piłkarz występujący na pozycji napastnika.
Zmarł 6 marca 2014, wcześniej przez ponad pół roku był leczony na toczeń rumieniowaty.

## Kariera klubowa
Rentería karierę rozpoczynał w zespole Tauro FC. W sezonie 2010/2011 wywalczył z nim mistrzostwo fazy Apertura. W 2011 roku grał na wypożyczeniu w kolumbijskim Realu Cartagena. W Categoría Primera A zadebiutował 20 marca 2011 roku w zremisowanym 1:1 spotkaniu z Deportivo Cali, w którym strzelił także gola. W sezonie 2011 rozegrał tam 19 spotkań i zdobył 2 bramki. Potem wrócił do Tauro.

## Kariera reprezentacyjna
W pierwszej reprezentacji Panamy Rentería zadebiutował 4 września 2010 roku w zremisowanym 2:2 towarzyskim meczu z Kostaryką. W 2011 roku został powołany do kadry na Złoty Puchar CONCACAF. Zagrał na nim w meczach z Gwadelupą (3:2), Kanadą (1:1), Salwadorem (1:1, 5:3 w rzutach karnych) oraz USA (0:1). Tamten turniej Panama zakończyła na półfinale.